# Leverburgh
Leverburgh (Schots-Gaelisch: An Tób) is een plaats op het eiland Harris, een deel van de Buiten-Hebriden. De stad is gesticht door William Hesketh Lever in 1921.
Vandaag de dag telt Leverburgh ongeveer 200 inwoners. Visserij is naast veeteelt (schapen) de belangrijkste bron van inkomsten. Het inwonersaantal daalt langzaam, maar gestaag, omdat de vooruitzichten op werk zo beperkt zijn en er weinig nieuwe werkgelegenheid wordt ontwikkeld. Veel jongeren vertrekken. Het dorp ligt op 85 kilometer afstand (2 uur rijden) van Stornoway, de enige grote plaats op Lewis en Harris.
In Leverburgh is een kerkje van de Free Presbyterian Church of Scotland en van de Free Church of Scotland. Eerstgenoemde kerk heeft ook een eigen bejaardenhuis in het dorp. Verder is er een postkantoor en een veerbootverbinding met het eiland North Uist.

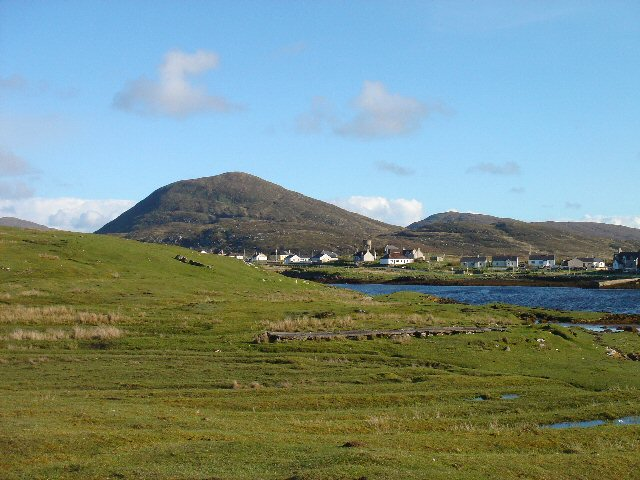
Leverburgh